# 2e régiment de grenadiers (Second Empire)
Pour un article plus général, voir Garde impériale (Second Empire).
Le 2e régiment de grenadiers de la Garde impériale est un régiment d'élite  de la Garde impériale du Second Empire créé en 1854 et supprimé avec le reste de la Garde après la  proclamation de la République française, le 28 octobre 1870.

## Création et différentes dénominations
- 1er mai 1854 : création du 1er régiment de grenadiers de la Garde impériale
- 28 octobre 1870 : suppression

## Colonels
- 1854 : colonel Chanfroid
- 1855 : Alfred d'Alton
- 1859 : Gabriel Louis Chardon de Chaumont
- 1863 : Charles Louis de Fontanges de Couzan
- 1868 : Charles Joseph François Wolff
- 1870 : Alphonse Théodore Lecointe

## Historique des garnisons, combats et batailles
Le 2e régiment de grenadiers de la Garde est créé le 1er mai 1854. 
Dans le cadre de la guerre de Crimée, le 1er bataillon est embarqué pour la Crimée qu'il atteint le 28 janvier 1855. Le reste du régiment le rejoint en mai.

Il participe glorieusement au (2e assaut) de la tour Malakoff.
En 1859, il est engagé dans la campagne d'Italie et s'illustre à la bataille de Magenta en prenant Buffalora (it) mais en perdant 150 grenadiers et 7 officiers.
En 1870, pour la guerre franco-allemande il est rattaché à l'armée du Rhin, Garde impériale commandée par le général Bourbaki, 2e division d'infanterie de la garde sous les ordres du général Picard, 2e brigade du général Le Poittevin de La Croix-Vaubois.

Le régiment rejoint Metz le 28 juillet, avec Napoléon III, accompagné du prince impérial, le sous-lieutenant Louis-Napoléon Bonaparte âgé de 14 ans.

Le 16 août 1870 le 2e régiment de grenadiers est engagé dans la défense du village de Rezonville.
Comme l'ensemble de l'armée de Metz, le régiment est fait prisonnier de guerre lors de la capitulation du 27 octobre 1870.
Le 28 octobre 1870, après la  proclamation de la République française, le 2e régiment de grenadiers de la Garde est supprimé comme l'ensemble des unités de la Garde impériale.

## Personnalités
- Charles Lowenski Fisson Jaubert d'Aubry de Puymorin (1832-1910) alors lieutenant
- Edmond Pierre Jean Claire Barthélémy Rode (1816-1883) alors chef de bataillon